# Bleed From Within
Bleed From Within is een Britse metalcoreband afkomstig uit Glasgow, Schotland. De band werd in 2005 geformeerd door Scott Kennedy, Ali Richardson, Craig Gowans, Dave Lennon en Scott McCreadie, nadat zij elkaar ontmoet hadden in een jeugdhonk in een plaatsje even buiten Glasgow, waar zij samen covers van onder meer Lamb of God speelden.

## Personele bezetting
Huidige leden
- Scott Kennedy – vocalen (2005–heden)
- Ali Richardson – drums, percussie (2005–heden)
- Craig "Goonzi" Gowans – bas (2005–2009); leidende gitaar (2009–heden)
- Davie Provan – bas (2009–heden)
- Steven Jones – slaggitaar (2017–heden)

Voormalige leden
- Scott McCreadie – leidende gitaar (2005–2009)
- Dave Lennon – slaggitaar (2005–2011)
- Martyn Evans – slaggitaar (2011–2017)

Tijdlijn

## Discografie
Studioalbums
- Humanity (2009)
- Empire (2010)
- Uprising (2013)
- Era (2018)
- Fracture (2020)

Ep's
- In the Eyes of the Forgotten (2006)
- Welcome to the Plague Year (2007)
- Death Walk (2014)